# Slaughter on 10th Avenue
Slaughter On 10th Avenue — дебютный сольный альбом английский гитариста Мика Ронсона, выпущенный в 1974 году. Альбом стал наиболее успешной сольной работой Ронсона, диск добрался до 9 строчки Британского чарта.

## Список композиций
1. «Love Me Tender» (Ken Darby)
2. «Growing Up and I’m Fine» (David Bowie)
3. «Only After Dark» (Mick Ronson, Scott Richardson)
4. «Music Is Lethal» (David Bowie, Lucio Battisti)
5. «I’m the One» (Annette Peacock)
6. «Pleasure Man/Hey Ma Get Papa» (Mick Ronson, Scott Richardson, David Bowie)
7. «Slaughter on Tenth Avenue» (Richard Rodgers)

### Бонус-треки
1. «Solo on 10th Avenue» (Richard Rodgers) [Live]
2. «Leave My Heart Alone» (Craig Fuller) [Original B-Side — Live]
3. «Love Me Tender» [Live]
4. «Slaughter on Tenth Avenue» [Live]